# Gorfou huppé
Eudyptes sclateri
Espèce
Statut de conservation UICN

 EN A2b;B2ab(i,ii,iv,v) : En danger

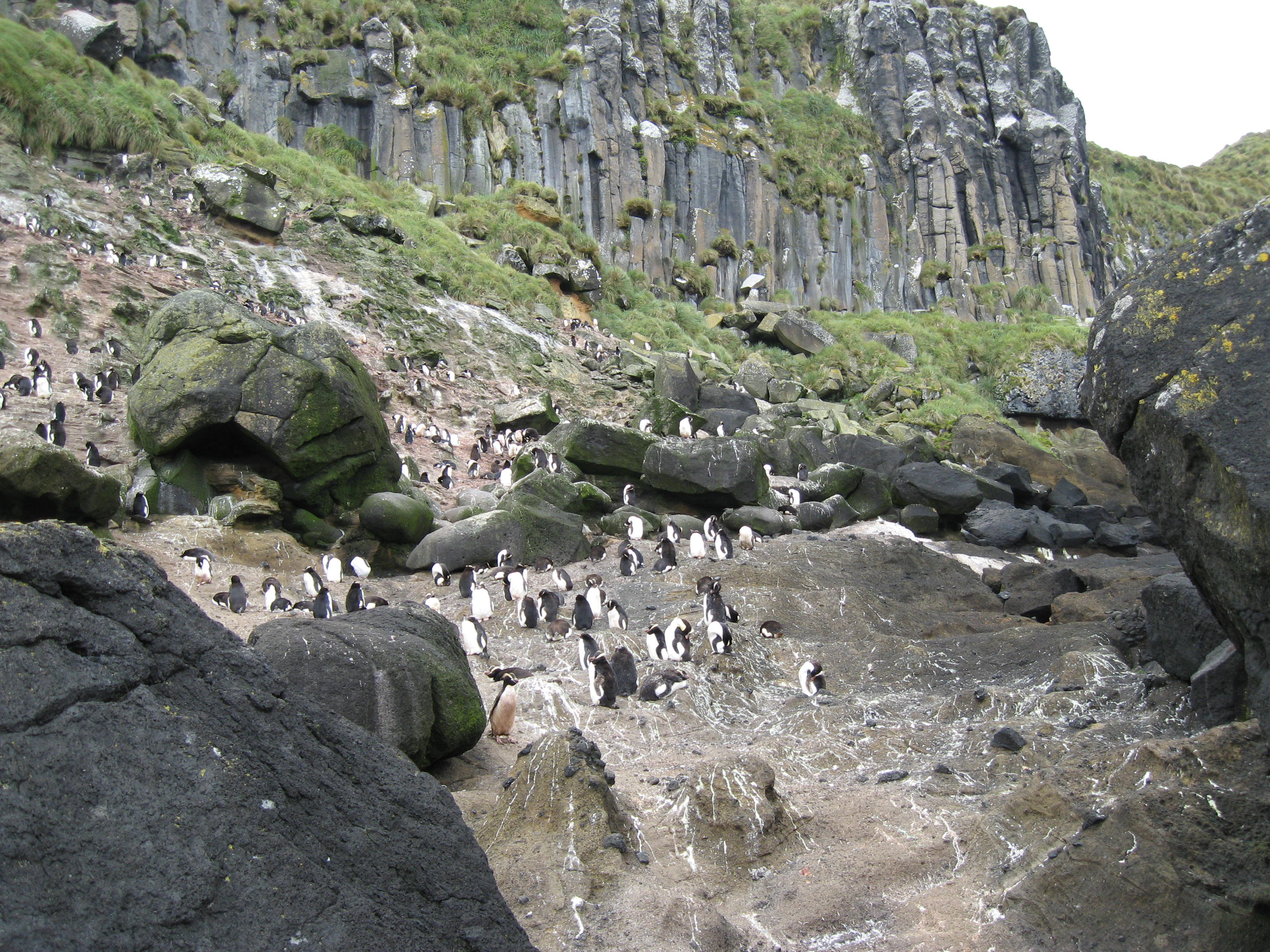
Colonie de Gorfous huppés en Nouvelle-Zélande (2009)

Le Gorfou huppé (Eudyptes sclateri), aussi appelé Gorfou de Sclater, est une espèce d'oiseaux proche des manchots, appartenant à la famille des Spheniscidae. Comme les autres gorfous, il se distingue par une touffe de plume de chaque côté de sa tête appelée aigrette.
Cet oiseau est endémique des îles sub-antarctiques de Nouvelle-Zélande.